# 华夏鸢尾
华夏鸢尾（学名：Iris cathayensis）是鸢尾科鸢尾属的植物，为中国的特有植物。分布于中国大陆的江苏、湖北、安徽等地，多生长在开阔的山坡草地，目前尚未由人工引种栽培。